# Flor Pablo
Flor Aideé Pablo Medina (San Marcos, Áncash, 20 de septiembre de 1974) es una política y educadora peruana. Fue ministra de Educación, entre el 11 de marzo de 2019 y el 13 de febrero de 2020. Ha sido electa congresista de la República para el periodo 2021-2026, por Lima Metropolitana, a través del Partido Morado. En 2024 fundó el movimiento Lo Justo junto a Marisol Pérez Tello. Tras no poder inscribirlo, se integraron, como bloque, a Primero La Gente.

## Biografía
Flor Pablo Medina nació en el pueblo de San Marcos, provincia de Huari, Áncash. A la edad de seis años, migró a la ciudad de Lima asentándose en Carabayllo junto con su familia.
Creció con la lengua quechua en su pueblo natal y aprendió a hablar el castellano durante sus estudios de primaria en Lima. Estudió en la Institución Educativa Presentación de María, un colegio parroquial de mujeres ubicado en el distrito de Comas.
Es profesora licenciada por la Universidad Nacional Mayor de San Marcos, con especialidad en Lenguaje y Literatura. Cuenta también con estudios de posgrado en la misma universidad en Política Social, Gestión y Programas Públicos.
En el sector público, desempeñó el cargo de directora nacional de Educación Primaria en el Ministerio de Educación, durante la gestión de la ministra Patricia Salas, en el Gobierno de Ollanta Humala.
En julio de 2014, fue nombrada como directora regional de Educación de Lima Metropolitana.
En 2018 trabajó como jefa del equipo técnico del Consejo Nacional de Educación y a inicios de 2019 como secretaria ejecutiva del Consejo Nacional de Educación. Asimismo, ha sido funcionaria en el MEF y la ONPE.
En noviembre de 2020, la Fiscalía pidió cuatro años y ocho meses de prisión contra Flor Pablo, por presuntos delitos que habría cometido en 2014, cuando fue directora de primaria del Ministerio de Educación.

## Ministra de Educación
El 11 de marzo de 2019, juró como ministra de Educación del Perú del Gobierno del presidente Martín Vizcarra, en reemplazo de Daniel Alfaro.

## Congresista
Tras su renuncia al cargo de ministra de Educación del Perú, en febrero de 2020, el líder del Partido Morado, Julio Guzmán, extendió la invitación para que pueda sumarse a su organización política. Su ingreso se hizo oficial, en octubre del mismo año, junto con la exministra de la Mujer Gloria Montenegro.
Fue candidata a la primera vicepresidencia del Perú con Julio Guzmán y postuló por Lima Metropolitana al Congreso de la República. Logró un total de 53 899 votos, siendo una de las representantes con mayor votación a nivel nacional. Para este periodo congresal (2021-2026) fue electa junto con Susel Paredes y Edward Málaga Trillo.
En febrero del año 2024, Pablo anunció su renuncia al Partido Morado. Tras su renuncia, junto a Marisol Pérez Tello formó el partido Lo Justo, en marzo del mismo año.

## Controversias

### Textos escolares con contenido sexual
En abril de 2019, diversos medios de comunicación revelaron que durante la gestión de Pablo como ministra de educación se aprobó textos escolares en los que se incluían enlaces virtuales donde se informaba sobre conceptos de educación sexual. Los textos estaban dirigidos a alumnos de educación secundaria. La ministra Pablo fue citada a la Comisión de Educación, Cultura y Deporte del Congreso de la República. En la cual informó sobre la separación de diez personas del área pedagógica del Ministerio de Educación, y la creación de una comisión para revisar y realizar recomendaciones sobre los textos escolares.
El 2 de mayo de 2019, el Congreso de la República aprobó una interpelación con 56 votos a favor, 29 en contra y 10 abstenciones. Fue interpelada por el Congreso, el día 9 de mayo de 2019, y no llegó a la censura. La Comisión de Educación del Congreso investigó sobre los enlaces detectados en los textos escolares. En su informe final, la Comisión encontró responsabilidad en Flor Pablo en el delito de omisión y retardo de funciones.

### Presunto beneficio a consorcio para distribución de materiales
En 2020, el Ministerio Público denunció a Flor Pablo por el delito de negociación incompatible. Según la tesis fiscal, Pablo, cuando estuvo a cargo de la Dirección de Educación Primaria en el Ministerio de Educación, no realizó «acción alguna para monitorear la distribución de materiales educativos a nivel nacional», que sufrió un retraso de 187 días y ocasionó un perjuicio de S/4 000 000 al Estado por el tiempo de almacenaje. A Pablo se le imputa haber beneficiado al consorcio encargado de la distribución de materiales Por dicho delito, la Fiscalía ha pedido cuatro años y ocho meses de prisión en contra de Flor Pablo.

### Lanzamiento de partido Lo Justo durante viaje pagado por el congreso
Según un reportaje de Panorama, Flor Pablo, al igual que otros congresistas, usaron los viajes de representación pagados por el congreso para impulsar el lanzamiento del partido Lo Justo en un evento realizado en la región de Ayacucho, en la cual Pablo fue participante y es principal dirigente. De acuerdo al reportaje, el pasaje a la ciudad tuvo un valor de 1121 soles. Consultada ante ello, Pablo negó que usara la semana de representación para impulsar su partido.

## Publicaciones
- La organización estudiantil: una posibilidad de participación ciudadana; Lima, Perú: Tarea Asociación de Publicaciones Educativas, 2001. ISBN 9972-618-58-7